# Хімічне закріплення порід і ґрунтів

Хімічне закріплення ґрунтів нагнітанням до основи розчинів
(цементація, бітумізація, силікатизація, смолизація тощо): 1 − існуючі фундаменти; 2 − технологічні колодязі; 3 − ін’єктори, які занурюються в колодязі у горизонтальному напрямку; 4 − напрямок занурення ін’єкторів; 5 − закріплений ґрунт; 6 − приміщення для розміщення технологічного обладнання

Хімі́чний спо́сіб закрі́плення порі́д — штучне підвищення водогазонепроникності та міцності гірських порід шляхом нагнітання в них розчинів синтетичних смол чи інших хімічних сполук, здатних твердіти у тріщинах та порах.

## Різновиди
- Силікатизація гірських порід — полягає в послідовному нагнітанні в пори породи водних розчинів — спочатку рідкого скла (силікату натрію), а потім хлористого кальцію. В результаті хімічної реакції утворюється драглиста маса, яка твердне і зв'язує частинки породи в моноліт, що володіє високою механічною міцністю і водонепроникністю.
- Смолизація гірських порід — полягає в нагнітанні розчинів синтетичних смол з добавками, які підсилюють і пришвидчують їх твердіння.
- Бітумізація гірських порід — полягає в тому, що тріщини й порожнини породного масиву заповнюють розплавленим гарячим бітумом, який витісняє воду і, застигаючи, утворює моноліт. З такою ж метою в породу іноді нагнітають тонкодисперсну бітумну емульсію (холодна бітумізація). Насичення породи бітумом або спеціальною емульсією проводиться через свердловини, в які опущені колони сталевих труб за допомогою спеціального обладнання.
- Осолонцювання ґрунту — технічний прийом, що застосовується для боротьби із втратами води через просочування крізь ґрунт (земляний матеріал) у зрошувальних каналах, земляних дамбах і греблях, водоймах та ставках, в земляних покриттях, а також для збільшення міцності земляних будівельних матеріалів та стійкості полотна ґрунтових доріг. Для осолонцювання ґрунт промивають розчином кухонної солі (NaCl), для заміни у твердій фазі ґрунту обмінного кальцію (Ca2+) на обмінний натрій (Na+). Витрати солі — від 1 до 4 кг на 1 м2 поверхні[1],[2].
- Полімерна стабілізація ґрунту стосується додавання полімерів для покращення фізичних властивостей ґрунту, найчастіше для геотехнічних, будівельних або сільськогосподарських проектів. Навіть у малих концентраціях різні полімери збільшують утримання води та зменшують ерозію, збільшують міцність ґрунту на зсув та підтримують структуру ґрунту. Широкий спектр полімерів використовувався для вирішення різноманітних проблем: від запобігання опустелюванню до зміцнення земляного покриву. Полімери, які були протестовані на ефект стабілізації ґрунту, включають низку синтетичних полімерів і біополімерів. Біополімери, зокрема, пропонують більш екологічну альтернативу традиційним хімічним добавкам, таким як звичайний цемент, який може генерувати велику кількість вуглекислого газу під час виробництва або завдати тривалої шкоди навколишньому середовищу. Полімери головним чином впливають на агрегацію та міцність ґрунтів через їх взаємодію з дрібними частинками глини. Покриття з адсорбованих полімерів на глинах можуть підвищити їхню стеричну стабілізацію, запобігаючи наближенню частинок глини одна до одної так близько. Крім того, полімерні молекули, які зв’язуються з декількома частинками глини, сприяють флокуляції. Гідрогелеві мережі можуть призвести до більш непрямого зміцнення всередині ґрунту, створюючи риштування для частинок ґрунту. Додаткова міцність може бути надана полімерним мережам у ґрунті шляхом хімічного зшивання та затвердіння.

## Інтернет-ресурси
- http://monsterfort.ru/chimicheskoe-zakreplenie-porod.html%5Bнедоступне+посилання+з+липня+2019%5D